# معطيات جغرافية (تخصص)
مبحث المعطيات الجغرافية أو نقحرةً: الجيوماتيك أو الجيوماتكس (بالإنجليزية: Geomatics)‏، تسمى في بعض المراجع بقياسات الأرض أو القياسات الأرضية رغم أنها تسبب اللبس مع مسح الأرض (جيوديسيا)، هو الاسم العلمي للتخصص الأكاديمي الذي يطلق على العلوم والتقنيات المتعلقة بالبيانات الجغرافية بهيئتها الرقمية بما فيها المسوحات العمرانية ونظم المعلومات الجغرافية شاملاً جمع المعلومات العمرانية والمعالجة والتحليل والعرض وتكوين الخرائط وقياس وإدارة البيانات العمرانية. ويعد هذا التخصص امتداد طبيعيا لتخصص تخطيط المدن، يحتوي التخصص على تقنيات متنوعة للتخصصات المرتبط بالعمران مثل التخطيط المكاني، عمارة البيئة، العمارة، الهندسة الجيولوجيا، تطوير الأراضي والممتلكات، التخطيط البيئي وغيرها..
وبذلك فهو أساسي لكل العلوم المرتبطة بالعمران والمكان والتي تعتمد على البيانات العمرانية مثل المساحة والاستشعار عن بعد والخرائط الجوية ونظم المعلومات المكانية -الجغرافية- ونظم تحديد المواقع العالميGPS .
- اما الجيوماتكس كمصطلح فهو المصطلح المستخدم في التعبير عن كل ما يتعلق بالحصول على جمع، وعرض، وإدارة، واستخدام المعلومات الخاصة بارتباط علوم الأرض والهندسة الفراغية لمساندة أعمال المساحة الطبوغرافية والاستشعار عن بعد باستخدام مزيج من التقنيات التقليدية ونظام GPS الفضائي لتحديد المواقع بالإضافة إلى تكنولوجيا المسح بالليزر Laser Scanner لخدمة قائمة طويلة من المشروعات الهامة في مجالات الهندسة المعمارية ذات القيمة الخاصة وأعمال رفع وتخطيط المدن الأثرية ومواقع المحاجر والمناجم.
- فهو باختصار شديد علم متطور بإستمرار قائم بحد ذاته يناقش ويبحث المعلومات الحيزية والمساحية والعمرانية بأساليب متقدمة ومتطورة ويرتبط بشكل كبير مع علم المساحة التقليدية فكلاهما يعد شريكاً ومُكملاً للآخر.

## اصول التسمية
تعود أصول تسمية الجيوماتكس إلى نهاية الستينات من القرن الماضي حيث اِسْتَعْمَل الباحث الفرنسي (برناردي بيبسون) لفظ الجيوماتكس وهي اسم مركب من:
- 1.	الــ geo وتعني الأرض والجغرافيا.
- 2.	الــ Matique الحاسوب والإعلامية.

## مكونات علم الجيوماتكس
هذه نبذه مختصرة عن مكونات علم الجيوماتكس وتوضيحها:

### نظم المعلومات الجغرافية
تعريف دويكر (DUEKER 1979): «نظام المعلومات الجغرافية هو حالة خاصة من نظام المعلومات تحتوي على قواعد بيانات تعتمد على دراسة التوزيع المكاني للظواهر والأنشطة والأهداف التي يمكن تحديدها في المحيط المكاني مثل النقاط والخطوط والمساحات، حيث يقوم نظام المعلومات الجغرافية بمعالجة البيانات المرتبطة بتلك النقاط أو الخطوط أو المساحات لجعل البيانات جاهزة لاسترجاعها من أجل تحليلها أو الاستعلام عن بيانات من خلالها».
•تعريف مولر (MULLER 1991): «نظام المعلومات الجغرافية تفهم عادة بأنها عمليات تهتم بالخرائط كبيرة المقياس وتعتمد على مصادر مالية كبيرة، والتي تنتج بواسطة الحكومات والأقسام الإدراية والبلديات، حيث أن الهدف الأساسي منها هو دعم السياسيين والإداريين لاتخاذ قرارات متوازنة فيما يتعلق بالموارد الطبيعية والبشرية».

### أنظمة تحديد المواقع العالمي: نظام GPS
هو عبارة عن مجموعة من الاقمار الصناعية عددها 24 قمر صناعيا، تقطع كل 12 ساعة تقريبا دورة حول الأرض، طورت من قبل وزارة الدفاع الأمريكية، وبكلفة مقدارها (12) مليار دولار أمريكي للأغرض العسكرية، لكن استخدمت في ما بعد للأغراض المدنية، كما يوجد عدة أنظمة مشابهة مثل (جلوناس)، (جاليليوا) طور الأنشاء.

### الاستشعار عن بعد
علم القياس أو الحصول على المعلومات للظاهرات الموجودة على سطح الأرض في جهاز تسجيل لا يحتك مباشرة بالظاهرة التي ندرسها، وتعتمد الدقة على عدد الخلايا الموجودة في كاميرا القمر الصناعي التي تستخدم نطاق الموجات ما بين فوق البنفسجية ونطاق الراديو.

### علوم المساحة
والتي تشمل المساحة الارضية والانشائية والتصويرية (الجوية) والجيوديزية.

### علم الجغرافيا الإقليمية
يدرس هذا العلم بشكل كبير في العالم ولا سيما في الدول الأوروبية كفرنسا والولايات المتحدة وكندا، ايضاً يدرس في بعض الدول العربية كالأردن وفلسطين والمملكة العربية السعودية.

## مجالات العمل لخريجي هذا لتخصص

### يمكن لخريج المساحة والجيوماتكس الحصول على فرصة عمل في المجالات التالية
- أنظمة المعلومات الجغرافية.
- المساحة الجيوديزية ونظام التوقيع العالمي.
- المساحة الأرضية.
- المساحة التصويرية الرقمية والمساحة التصويرية الدقيقة.
- الاستشعار عن بعد وتحليل الصور والبيانات الرقمية.
- علم الخرائط والرقمية.
- المساحة العقارية والإنشائية.
- تكنولوجيا المعلومات وإدارة المعلومات.

### وهذه المجالات العلمية الواسعة توظفها الوزارات والمؤسسات والشركات بشكل كبير وعلى سبيل المثال

#### في مصر
- الهيئة القومية للبريد المصري
- مركز المعلومات ودعم اتخاذ القرار
- الجهاز القومي لتنظيم الاتصالات
- الجهاز المركزي للتعبئة العامة والاحصاء
- ديوان عام المحافظة
- المركز القومي للبحوث NRC
- ادارة المساحة العسكرية
- وزارة البيئة
- وزارة الطيران المدني
- وزارة الصحة والسكان
- وزارة الإسكان
- وزارة الموارد المائية والري
- وزارة الزراعة
- وزارة التنمية المحلية
- الهيئة المصرية العامة لحماية الشواطئ
- الهيئة العامة للتخطيط العمراني
- الهيئة العامة للمساحة المصرية
- الهيئة المصرية العامة للبترول (EGPC)
- الهيئة المصرية العامة للثروة المعدنية (المساحة الجيولوجية سابقا)
- الهيئة القومية للاستشعار من البعد وعلوم الفضاء NARSS
- مصلحة الضرائب العامة
- مصلحة الضرائب العقارية
- تنمية الريف المصري الجديد NATGAS [7]
- الشركة القابضة للغاز الطبيعي (EGAS)
- الشركات القابضة لمياه الشرب والصرف الصحي
- الشركات القابضة لتوزيع الكهرباء
- العاصمة الإدارية للتنمية العمرانية
- الشركة القومية لإدارة الاصول والاستثمار
- برنامج التنمية المحلية بصعيد مصر ueldp
- خطيب وعلمي Khatib & Alami
- دار الهندسة Dar Al-Handasah
- كيمونيكس مصر
- جماعه المهندسين الاستشاري ECG
- المهندسيين الاستشاريون العرب محرم - باخوم ACE Moharram Bakhoum
- AAW Consulting Engineers

#### في الأردن
- المركز الجغرافي الملكي الأردني
- وزارة الأشغال العامة والإسكان.
- وزارة الشؤون البلدية والقروية والبيئة.
- دائرة الأراضي والمساحة وكافة دوائر التسجيل التابعة لها.
- دائرة الآثار العامة.
- وزارة التخطيط.
- الشركات العاملة في قطاع البناء والإنشاءات.
- دور الخبرة الاستشارية والدراسات.
- وزارة الزراعة.
- المراكز البحثية في الجامعات وغيرها.
- وزارة المياه والري.

## وصلات خارجية
- هندسة الجيوماتكس Geomatics engineering
- قاموس ومعجم المساحة
- مسؤول موقع جوجل الأرض—الموقع الرسمي
- جوجل LatLong—أخبار ومذكرات من جوجل الأرض والخرائط فريق
- جيوماتكس جدة